# Serpula hartmanae
Serpula hartmanae är en ringmaskart som beskrevs av Reish 1968. Serpula hartmanae ingår i släktet Serpula och familjen Serpulidae. Inga underarter finns listade i Catalogue of Life.